# 杨秀萍
杨秀萍（1956年4月—），江苏人，中华人民共和国政治人物、外交官。毕业于北京外国语学院。

## 生平
1980年，进入中华人民共和国外交部工作，先后在外交部新闻司、联合国日内瓦办事处、常驻联合国代表团任职，后任外交部新闻司参赞。1998年，任外交部驻香港特别行政区特派员公署参赞、新闻发言人。2002年，出任中华人民共和国驻奥克兰总领事。2005年1月，出任中华人民共和国驻立陶宛大使。2009年1月，出任中华人民共和国驻斯里兰卡大使兼驻马尔代夫大使。2011年10月，免兼驻马尔代夫大使。2012年7月，出任中华人民共和国驻东盟大使。2015年5月，自驻东盟大使离任。

## 家庭
巳婚，有一女。